# Pedro Barthe
Pedro Barthe Céspedes (Barcelona, España, 22 de octubre de 1954) Periodista deportivo, comentarista de diversos eventos deportivos, especialmente baloncesto. Director de Deportes de Televisión Española en Madrid desde enero de 2005 hasta junio de 2006. Anteriormente, fue director de Deportes de TVE en Sant Cugat desde junio de 1999 hasta abril de 2001 y de mayo del 2003 hasta enero del 2005, cuando pasó a ocupar el cargo en Madrid, y Coordinador de la Sección de Deportes de TVE en San Cugat de febrero de 1983 a enero de 1985. Licenciado en Ciencias de la información (periodismo), en la primera promoción de la Universidad Autónoma de Barcelona.

## Trayectoria Profesional

### Televisión
Comenzó su carrera en TVE en 1974 en el programa Polideportivo, posteriormente ha intervenido en todos los programas de deportes de TVE, en varios como director y presentador, hasta su prejubilación en 2007
Su primera retransmisión de baloncesto fue la final de la Copa Korac el 19 de febrero de 1981, junto a José Félix Pons, la primera vez que se utilizó a dos comentaristas en un partido de baloncesto. Ese día el Joventut de Badalona ganó su primer título europeo al Carrera Venecia. La última el 14 de abril de 2007 fue un Real Madrid - Pamesa Valencia.. Real Madrid-Pamesa Valencia su último comentado.  Durante los 33 años que trabajó en TVE transmitió 1200 partidos de baloncesto y otros cientos de otros deportes, destacando más de un centenar de partidos de tenis de los más famosos torneos del mundo, como Wimblendon o Roland Garros entre otros. Entre sus 1200 transmisiones de baloncesto figuran Campeonatos del Mundo y de Europa, Juegos Olímpicos, Finals Four y otras finales de competiciones europeas, el famoso All Star de la NBA de 1988 con Michael Jordan de estrella y un sinfín de partidos de Liga y Copa. 
Asistió a 8 Juegos Olímpicos (Sarajevo-84, Los Ángeles-84, Seúl-88, Barcelona-92, Atlanta-96, Sídney-2000, Atenas-2004 y Turín-2006). Fue portador de la antorcha olímpica en 1992 en su camino hacia Barcelona. Dirigió y presentó el programa Estadio 2 en dos etapas, la última desde septiembre de 1999 hasta enero de 2005. Presentó la Gala del Deporte de la Asociación de la Prensa Deportiva en 7 ocasiones. Dirigió el programa resumen de la Liga ACB, Zona ACB, desde diciembre de 1993 hasta mayo de 1999.
Fue el director, guionista y presentador de la serie Chocala!!!, 13 capítulos de una hora de duración que narraban la historia del baloncesto mundial. En este trabajo se entrevistaron a más de 200 jugadores y entrenadores en todo el mundo durante dos años en los que se recopiló todo tipo de material para elaborar la historia más completa sobre el baloncesto que ninguna televisión en el mundo ha hecho. Fue uno de los impulsores y renovadores del Canal Temático "Teledeporte" y de las actuales retransmisiones de MotoGP.

### Otros medios
Ha colaborado en algunos libros; colaboró en El País durante 12 años y ha escrito artículos en La Vanguardia, el Avui, el 20minutos y otras publicaciones. Ha editado y sonorizado varios videos publicados relacionados con temas deportivos. Fue tertuliano en Rac 1, Catalunya Ràdio y Ona Catalana. Ha colaborado impartiendo diversos cursos de portavoces, ha presentado multitud de actos deportivos y ha ofrecido charlas y conferencias en diferentes universidades.

## Premios
- Medalla de Plata al Mérito Deportivo concedida en los Premios del Deporte que concede la Casa Real por su divulgación del deporte. *
- Premio de Honor de los Premios Miramar concedidos por el Consejo Asesor de RTVE en Catalunya por su trabajo periodístico y por velar por el servicio público de los medios de comunicación, otorgado en el Parlament de Catalunya en 2011.
- Premio Juan Antonio Samaranch en el Festival Internacional de Cine Deportivo por el programa "Aquel verano del 92".
- Premio de Periodismo Deportivo de Catalunya por su trayectoria profesional en 2007.
- Premio Ernest Lluch a la deportividad por la iniciativa colectiva "Projecte Solidari, Periodisme Esportiu" 2007.
- Premio de la Asociación de Telespectadores por el operativo de la Final de la Copa Davis de Sevilla 2004.
- Premio de la Academia de Televisión por el programa "Estadio 2" en el 2002 y por el operativo de los Juegos Olímpicos de Atenas 2004,
- Miembro de diferentes jurados de premios deportivos, como el Premio Príncipe de Asturias de 2005.
- El 20 de octubre de 2022 fue introducido en el Hall of Fame (Salón de la Fama) del baloncesto español por su contribución a la promoción y el desarrollo del baloncesto.